# GNX
GNX é o sexto álbum de estúdio do rapper americano Kendrick Lamar. Lançado de surpresa pela PGLang e Interscope Records em 22 de novembro de 2024, o álbum conta com participações especiais SZA, Dody6, Lefty Gunplay, Wallie the Sensei, Siete7x, Roddy Ricch, AzChike, Hitta J3, YoungThreat, e Peysoh. A produção ficou a cargo de Jack Antonoff e Sounwave, entre outros. GNX serve como continuação do álbum anterior de Lamar, Mr. Morale & The Big Steppers (2022) e é seu primeiro projeto a não ser lançado pelas antigas gravadoras, Top Dawg e Aftermath Entertainment. bem como o seu primeiro álbum não conceitual.
GNX foi lançado com ampla aclamação da crítica e estreou em primeiro lugar na Billboard 200 dos EUA, marcando o quinto álbum número um de Lamar. O álbum também liderou as paradas em vários países, incluindo Canadá, Países Baixos, Suécia, Austrália, Dinamarca e Reino Unido. Foi apoiado por três singles: "Squabble Up", "TV Off" e "Luther". Lamar e SZA embarcarão na Grand National Tour em 2025 para promover ainda mais o álbum.

## Antecedentes
Kendrick Lamar lançou seu quinto álbum de estúdio, Mr. Morale & the Big Steppers, em 13 de maio de 2022, alcançando sucesso comercial e crítico. Após concluir sua turnê em março de 2024, Lamar compartilhou nas redes sociais que havia adquirido um Buick Grand National Experimental (GNX) vintage de 1987, de tiragem limitada. O mesmo modelo que seu pai usou para levá-lo para casa do hospital após seu nascimento.
Mr. Morale & the Big Steppers foi o último álbum de Lamar com a Top Dawg Entertainment (TDE), com a qual ele assinou em 2005. Antes de sua rivalidade com o rapper canadense Drake se intensificar novamente, ele silenciosamente saiu da Aftermath Entertainment e firmou um acordo de licenciamento direto com sua distribuidora, a Interscope Records. Durante esse período, Lamar lançou cinco singles independentes durante a última edição de seu conflito, incluindo no topo da Billboard Hot 100 "Like That" e "Not Like Us". O rapper incluiu uma música sem título no início do videoclipe da última canção, o que gerou especulações entre os fãs sobre sua inclusão em seu próximo álbum; essa música foi posteriormente revelada como "Squabble Up".
Rumores em torno do próximo álbum de Lamar começaram a surgir, com alguns sendo negados por afiliados próximos. Depois de anunciar que foi escolhido como atração principal do show do intervalo do Super Bowl LIX (2025), Lamar lançou de surpresa "Watch the Party Die" em sua conta do Instagram. A Rolling Stone comentou que a faixa é um bom presságio para seu próximo álbum — "quando quer que aconteça". Por outro lado, Dazed, por outro lado, previu que ele estava se preparando para uma era "astronômica". Em outubro, os colaboradores de longa data de Lamar, Terrace Martin, SZA e Schoolboy Q confirmaram que ele lançaria novas músicas.

## Músicas e composições
GNX consiste em 12 músicas e tem uma duração de 44 minutos e 20 segundos, sendo o álbum de estúdio mais curto da carreira de Lamar. Embora nenhuma faixa relacionada à sua rivalidade com Drake esteja incluída, seu sentimento "ainda paira sobre o álbum", segundo a Vulture. Algumas referências foram feitas sobre a rivalidade, mas não foi feito referência diretas. É um álbum de hip-hop da Costa Oeste, baseado em convenções clássicas e contemporâneas do gênero. De acordo com a Rolling Stone, o álbum é uma homenagem à cidade natal de Lamar, Los Angeles, infundindo de forma proeminente G-funk.
A cantora mexicana Deyra Barrera aparece nas faixas de abertura e encerramento do álbum, assim como em "Reincarnated", depois que Lamar viu a artista se apresentar em um jogo do Los Angeles Dodgers. "Reincarnated" mostra Lamar se apresentando em vidas passadas imaginárias antes da transição da letra para uma conversa com Deus. "Tv off" apresenta "cordas cortadas" que "se dissolvem em chifres Viking-berserker" no meio. À medida que a percussão da segunda parte da música acaba, escuta-se Lamar a gritar “animadamente” o nome de Mustard; isso se tornou um meme da Internet. Em "The Heart Pt 6", ele conta a história de como TDE e o supergrupo Black Hippy se desmembraram devido a diferenças criativas. Ben Sisario, do The New York Times, observou que se trata de uma “réplica implícita” à faixa homónima de Drake, que, por sua vez, foi retirada da série de canções “The Heart” de Lamar. A faixa que dá título ao álbum, “GNX”, é uma parceria com os rappers de Los Angeles Peysoh, Hitta J3 e YoungThreat. Lamar não tem um verso; em vez disso, ele fornece um gancho que questiona: “quem colocou o Oeste de volta na frente, merda?”.

## Lançamento e promoção
Em 22 de novembro de 2024, Kendrick Lamar estreou inesperadamente um teaser de um minuto para GNX no YouTube e no Instagram. O álbum foi lançado de surpresa pela PGLang e pela Interscope 30 minutos depois. Em 3 de dezembro de 2024, Lamar anunciou a Grand National Tour, em conjunto com SZA, para promover o álbum. A turnê está prevista para começar em 19 de abril de 2025, em Minneapolis, e terminar em 18 de junho de 2025, em Landover. Em 9 de fevereiro de 2025, Lamar apresentou as músicas "Luther", "Man at the Garden", "Peekaboo", "Squabble Up" e "TV Off" durante o show do intervalo do Super Bowl LIX.

## Recepção
| Críticas profissionais | Críticas profissionais |
| Pontuações agregadas   | Pontuações agregadas   |
| Fonte                  | Avaliação              |
| ---------------------- | ---------------------- |
| AnyDecentMusic?        | 8.5/10                 |
| Metacritic             | 87/100                 |
| Avaliações da crítica  |                        |
| Fonte                  | Avaliação              |
| AllMusic               | [ 51 ]                 |
| Clash                  | 9/10                   |
| Consequence            | B+                     |
| Dork                   | [ 54 ]                 |
| Exclaim!               | 9/10                   |
| The Guardian           | [ 56 ]                 |
| NME                    | [ 57 ]                 |
| Paste                  | 9.1/10                 |
| Pitchfork              | 6.6/10                 |
| Rolling Stone          | [ 60 ]                 |

Após seu lançamento, GNX foi amplamente aclamado pela crítica especializada. De acordo com o agregador de críticas Metacritic, o álbum recebeu “aclamação universal” que atribui com uma pontuação normalizada de 100 para avaliações de publicações profissionais, o álbum recebeu uma média ponderada de 87 de 100 com base em 18 críticas.
Vários críticos consideraram GNX como uma vitória para Lamar após as suas disputas no hip-hop ao longo de 2024. Entre os críticos que elogiaram as homenagens do álbum ao West Coast hip hop e a capacidade de Lamar de sintetizar vários elementos para criar um disco coeso estão Wesley McLean, do Exclaim! e Peter Berry, da Variety. Matt Mitchell, da Paste, defendeu o álbum como uma reimaginação do futuro do rap e do passado de Lamar, enquanto Kyann-Sian Williams, do NME, ficou impressionado com a narrativa calorosa que que ajudou a limpar o ambiente depois das faixas de discussão e aversão que dominaram a cena hip-hop. Williams afirmou que GNX é um “concorrente fácil para o álbum de rap de 2024”, e Tom Breihan, da Stereogum, considerou-o o melhor álbum do ano e o melhor de Lamar até agora.
Muitos críticos centraram-se na auto-depreciação de Lamar como uma força cultural determinante do hip-hop. Alexis Petridis, do The Guardian, comentou que em GNX Lamar estava no seu ponto mais conflituoso, “só se referindo a Deus”. Em The Line of Best Fit, Matthew Kim descreveu-o como “uma declaração concisa de orgulho regional, fanfarrão e inconformismo”, creditando à produção de Jack Antonoff o fato de que o álbum é “exuberante e expansivo”. Mosi Reeves, da Rolling Stone, considerou que GNX forneceu explicações mais do que suficientes para explicar por que Lamar é o “GOAT de 2024”, mas não respondeu a uma questão cultural mais vasta sobre mudanças estruturais no hip-hop. Concluindo a crítica para o AllMusic, David Crone fez várias afirmações sobre o álbum, chamando-o de “um pilar de realidade reflexiva, uma bandeira plantada na linhagem de visionários musicais negros, uma silhueta da Costa Oeste nos altos feixes da fama - e o conjunto mais alto-falante de Kendrick até hoje”.
Numa crítica mista da Pitchfork, Alphonse Pierre escreveu que a suposta autenticidade do álbum foi manchada pela “narrativa pesada e consciente da marca” de Lamar, destacando a produção "como “demasiado limpa e sintética”, embora a sua entrega tenha permanecido estelar e os convidados musicais tenham sido memoráveis. Em consonância, Will Hodgkinson, do The Times, partilhou o seu desapontamento em relação ao autoengrandecimento de Lamar, que se desviou dos seus temas intelectualmente provocadores em álbuns anteriores, apesar da produção e do fluxo “frequentemente excepcionais”. Jon Caramanica, do The New York Times, considerou o tributo de Lamar às suas raízes californianas como um retorno à sua “zona de conforto”, classificando o álbum como “impressionante, mas ligeiro”.

### Classificações
Apesar de ter sido lançado no final de 2024, GNX apareceu em várias listas das melhores publicações sobre álbuns do ano, incluindo o primeiro lugar da Complex. Foi incluída no top 5 da Billboard, Dazed, Stereogum, e no The Washington Post. No top 10 do Consequence, DIY, The Line of Best Fit, e no The Ringer. GNX também foi incluído no top 20 do Exclaim!, The Independent, Los Angeles Times, Loud and Quiet, NME, Paste, e The Times, enquanto a Rolling Stone, Slant, e The Quietus, colocou o álbum no seu top 50. As publicações que presentaram GNX em listas sem classificação, mas como parte de menções honrosas, incluem a Associated Press, HuffPost,  Hypebeast, KCRW, NPR, e Uproxx. Nas listas de críticos individuais, o álbum foi classificado em terceiro, quinto e sétimo lugar, respectivamente, por Jem Aswad, Steven J. Horowitz e Chris Willman, críticos da Variety.
| Publicação/crítica   | Lista                                   | posição | Ref.   |
| -------------------- | --------------------------------------- | ------- | ------ |
| Billboard            | Lista: Os 50 melhores álbuns de 2024    | 4       | [ 71 ] |
| Complex              | Os 50 melhores álbuns de 2024           | 1       | [ 70 ] |
| Consequence          | Os 50 melhores álbuns de 2024           | 10      | [ 75 ] |
| Dazed                | Os 20 melhores álbuns de 2024           | 5       | [ 72 ] |
| The Line of Best Fit | Os melhores álbuns de 2024              | 9       | [ 77 ] |
| Los Angeles Times    | Os 20 melhores álbuns de 2024           | 14      | [ 81 ] |
| Loud And Quiet       | Álbuns do ano de 2024 do Loud And Quiet | 17      | [ 82 ] |
| NME                  | Os 50 melhores álbuns de 2024           | 12      | [ 83 ] |
| Stereogum            | Os 50 melhores álbuns de 2024           | 3       | [ 73 ] |
| The Washington Post  | Os melhores álbuns de 2024              | 3       | [ 74 ] |

## Desempenho comercial
GNX obteve mais de 44,2 milhões de streams durante seu dia de estreia na plataforma Spotify, com uma média de mais de 3,6 milhões de streams por música, apesar de estar disponível apenas sete horas antes. Também ocupou simultaneamente os dois primeiros lugares nas tabelas americanas do Spotify, com “Squabble Up” no primeiro lugar, acumulando 3,272 milhões de streams. GNX tornou-se o primeiro álbum de Lamar a alcançar o número um na parada de álbuns do Reino Unido desde To Pimp a Butterfly (2015).
Nos Estados Unidos, o GNX estreou no topo da Billboard 200, com 319.000 unidades equivalentes a álbuns, incluindo 379,72 milhões de streams oficiais e 32.000 vendas puras, apesar de estar disponível apenas via streaming e download digital padrão. Na segunda semana, o álbum ultrapassou 500.000 unidades equivalentes. GNX marcou o quinto álbum consecutivo de Kendrick Lamar a estrear em primeiro lugar nos Estados Unidos e registrou a sexta maior semana de estreia de 2024 entre todos os álbuns. Além disso, o GNX alcançou a maior semana de streaming do ano para qualquer álbum de hip-hop ou R&B, a segunda maior semana de streaming de estreia e a terceira maior semana de streaming no geral, ficando apenas atrás de "The Tortured Poets Department" de Taylor Swift. Todas as 12 canções de GNX estrearam na tabela Billboard Hot 100, ocupando simultaneamente os cinco primeiros lugares. Lamar é o quarto artista na história a ocupar os primeiros lugares, juntando-se a Swift, Drake e aos The Beatles. Após a performance de Lamar no show do intervalo do Super Bowl, GNX retornou ao primeiro lugar na parada Billboard 200, conforme datado de 22 de fevereiro de 2025.

## Lista de faixas
| GNX            |                                                                          | |                                                                      |         |  |
| N.º            | Título                                                                   | Compositor(es) | Produtor(es)                                                         | Duração |  |
| 1.             | "Wacced Out Murals"                                                      | Kendrick Duckworth Mark Spears Jack Antonoff Craig Balmoris Frano Huett Sam Dew Tyler Mehlenbacher Matthew Bernard Timothy Maxey | Sounwave Antonoff Dahi Balmoris Frano Reese M-Tech [a] Tim Maxey [a] | 5:17    |  |
| 2.             | "Squabble Up"                                                            | Duckworth Spears Antonoff Ruchaun Akers                                                                                          | Sounwave Antonoff Kendrick Lamar Bridgeway M-Tech [a]                | 2:37    |  |
| 3.             | "Luther " (com part. de SZA)                                             | Duckworth Solána Rowe Atia Boggs Samuel Dew Spears Antonoff Akers Kamasi Washington Bernard Roshwita Bacha                       | Sounwave Antonoff Bridgeway Washington M-Tech Rose Lilah             | 2:57    |  |
| 4.             | "Man at the Garden"                                                      | Duckworth Spears Antonoff Balmoris Mehlenbacher Bernard                                                                          | Sounwave Antonoff Balmoris Reese M-Tech [a]                          | 3:53    |  |
| 5.             | "Hey Now" (com part. de Dody6)                                           | Duckworth Zarius Cunningham Spears Antonoff Dijon McFarlane                                                                      | Sounwave Antonoff Mustard                                            | 3:37    |  |
| 6.             | "Reincarnated"                                                           | Duckworth Spears Antonoff Bernard Noah Ehler                                                                                     | Sounwave Antonoff Lamar M-Tech Noah Ehler                            | 4:35    |  |
| 7.             | "TV Off" (com part. de Lefty Gunplay)                                    | Duckworth Spears Antonoff McFarlane Washington Sean Momberger                                                                    | Sounwave Antonoff Mustard Washington Momberger                       | 3:40    |  |
| 8.             | "Dodger Blue" (com part. de Wallie the Sensei, Siete7x, and Roddy Ricch) | Duckworth Dew Traquan Tyson Craig Johnson Jr. Spears Antonoff Taji Ausar Maxey Terrace Martin                                    | Sounwave Antonoff Tane Runo Maxey Martin [a]                         | 2:11    |  |
| 9.             | "Peekaboo" (com part. de AzChike)                                        | Duckworth Damaria Walker Spears Akers Momberger                                                                                  | ounwave Bridgeway Momberger                                          | 2:35    |  |
| 10.            | "Heart Pt. 6"                                                            | Duckworth Spears Antonoff Bernard Julian Nievez-Mays                                                                             | Sounwave Antonoff M-Tech [a] Juju [a]                                | 4:52    |  |
| 11.            | "GNX" (Hitta J3, YoungThreat, and Peysoh)                                | Duckworth Hitta J3 Dominicke Williams Deonta Simuel Kevin Oropeza Spears Antonoff Kenneth Stanley Billy Graham Tobias Breuer     | Sounwave Antonoff Kenny & Billy Rascal Maxey [a]                     | 3:13    |  |
| 12.            | "Gloria" (com part. de SZA)                                              | Duckworth Rowe Boggs | Sounwave Antonoff Deats                                              | 4:47    |  |
| Duração total: | Duração total:                                                           | Duração total: | Duração total:                                                       | 44:20   |  |

Notas
- ↑[a]  Significa um produtor adicional.
- Todas as faixas estão estilizadas em letras minúsculas.
- "Peekaboo" apresenta vocais não creditados de Dody6.[104]
- "Wacced Out Murals", "Reincarnated e "Gloria" apresentam vocais não creditados de Deyra Barrera.[105]

Créditos de amostra e interpolação
- "Squabble Up" contém uma amostra de "When I Hear Music", escrita e interpretada por Debbie Deb.[106]
- "Luther" contém uma amostra de "If This World Were Mine", escrita por Marvin Gaye e interpretada por Luther Vandross e Cheryl Lynn.[107]
- "Man at the Garden" contém uma interpolação de "One Mic", escrita por Nasir Jones e Chucky Thompson, e interpretada por Nas.[108]
- "Hey Now" contém uma interpolação de "Scotty", escrita por Carlos Walker e Lefabian Williams, e interpretada por D4L.[109]
- "Reincarnated" contém uma amostra de "Made Niggaz", escrita e interpretada por Tupac Shakur, com a participação do Outlawz.[110]
- "TV Off" contém:
  - amostras de "MacArthur Park", escrita por Jimmy Webb, interpretada por Monk Higgins,[111] e "The Black Hole - Overture", composta por John Barry.[112]
  - uma interpolação de "Kick in the Door", escrita por Christopher Wallace, Jalacy Hawkins e Christopher Martin, e interpretada por Notorious B.I.G.[31]
- "Peekaboo" contém uma amostra de "Give Me A Helping Hand", escrita e interpretada por Willie Hale.[113]
- "Heart Pt. 6" contém uma amostra de "Use Your Heart", escrita por Chad Hugo e Pharrell Williams, e interpretada por SWV.[114]

## Equipe e colaboradores
Músicos
- Kendrick Lamar – vocals
- Deyra Barrera – additional vocals (tracks 1, 6, 12)
- Ink – background vocals (tracks 2, 10), additional vocals (8)
- Sam Dew – background vocals (tracks 2, 4–6, 8, 10, 12), additional vocals (3)
- Paul Cartwright – strings (track 3), violin (7)
- Caleb Vaughn Smith – strings (track 3)
- Drew Forde – strings (track 3)
- Geoff Gallegos – strings (track 3)
- Giovanna Moraga – strings (track 3)
- Kerenza Peacock – strings (track 3)
- Luanne Homzy – strings (track 3)
- Luke Maurer – strings (track 3)
- Stephanie Payne – strings (track 3)
- Stephanie Yu – strings (track 3)
- Evan Smith – baritone saxophone, tenor saxophone (track 7)
- Miles Mosley – bass (track 7)
- Peter Jacobson – cello (track 7)
- Amber Wyman – horn (track 7)
- Malik Taylor – horn (track 7)
- Rickey Washington – horn (track 7)
- Ryan Porter – horn (track 7)
- Sean Sonderegger – horn (track 7)
- Serafin Aguilar – horn (track 7)
- Zem Audu – tenor saxophone (track 7)
- Chad Jackson – violin (track 7)
- Marta Honer – violin (track 7)
- Reiko Nakano – violin (track 7)
- Tylana Renga – violin (track 7)
- Yvette Devereaux – violin (track 7)
- Bobby Hawk – violin (tracks 10, 12)

Técnica
- Ruairi O'Flaherty – mastering
- Oli Jacobs – mixing, engineering
- Jack Antonoff – engineering
- Johnathan Turner – engineering
- Laura Sisk – engineering
- Ray Charles Brown Jr. – engineering
- Tony Shepperd – engineering (track 3)
- Tony Austin – engineering (track 7)
- Zem Audu – engineering (track 7)

## Tabelas musicais

### tabela semanal
| paradas (2024–2025)                     | Melhor Posição |
| --------------------------------------- | -------------- |
| Austrália Álbuns (ARIA)                 | 1              |
| Austrália Hip Hop/R&B Álbuns (ARIA)     | 1              |
| Áustria (Ö3 Austria Top 40)             | 2              |
| Bélgica (Ultratop Flandres)             | 3              |
| Bélgica (Ultratop Valônia)              | 5              |
| Canadá (Billboard)                      | 1              |
| República Tcheca (ČNS IFPI)             | 6              |
| Dinamarca (Hitlisten)                   | 1              |
| Países Baixos (Dutch Charts)            | 1              |
| Finlândia (Suomen virallinen lista)     | 7              |
| França (SNEP)                           | 11             |
| Alemanha (Offizielle Deutsche Charts)   | 8              |
| Hungria (MAHASZ)                        | 2              |
| Icelandic Albums (Tónlistinn)           | 3              |
| Irlanda (Official Irish Albums)         | 1              |
| Italian Albums (FIMI)                   | 11             |
| Japanese Combined Albums (Oricon)       | 45             |
| Japanese Hot Albums (Billboard Japan)   | 52             |
| Lithuanian Albums (AGATA)               | 1              |
| New Zealand Albums (RMNZ)               | 1              |
| Nigerian Albums (TurnTable)             | 4              |
| Noruega (VG-lista)                      | 1              |
| Polónia (ZPAV)                          | 4              |
| Portuguese Albums (AFP)                 | 2              |
| Slovak Albums (ČNS IFPI)                | 5              |
| Spanish Albums (PROMUSICAE)             | 8              |
| Swedish Albums (Sverigetopplistan)      | 1              |
| Suíça (Schweizer Hitparade)             | 2              |
| Reino Unido (Official Albums Chart)     | 1              |
| Reino Unido (UK R&B Albums Chart)       | 1              |
| Estados Unidos (Billboard 200)          | 1              |
| Estados Unidos (Top R&B/Hip Hop Albums) | 1              |

| Paradas (2024)                       | Posição |
| ------------------------------------ | ------- |
| Australian Hip Hop/R&B Albums (ARIA) | 35      |
| Belgian Albums (Ultratop Flanders)   | 140     |
| Swiss Albums (Schweizer Hitparade)   | 56      |

## Certificações
| Região                                                        | Certificação | Vendas  |
| ------------------------------------------------------------- | ------------ | ------- |
| Reino Unido (BPI)                                             | Platina      | 60,000‡ |
| Nova Zelândia (RIANZ)                                         | Ouro         | 60,000‡ |
| ‡vendas+valores de streaming baseados somente na certificação |              |         |